# Permission to Land
Permission to Land je první studiové album britské skupiny The Darkness, vydané v roce 2003. Jeho producentem byl Pedro Ferreira a vyšlo u vydavatelství Atlantic Records.

## Seznam skladeb
1. "Black Shuck" – 3:20
2. "Get Your Hands Off My Woman" – 2:46
3. "Growing On Me" – 3:29
4. "I Believe In A Thing Called Love" – 3:36
5. "Love Is Only A Feeling" – 4:19
6. "Givin' Up" – 3:34
7. "Stuck In A Rut" – 3:17
8. "Friday Night" – 2:56
9. "Love On The Rocks With No Ice" – 5:56
10. "Holding My Own" – 4:56